# Réflecteur (photographie)

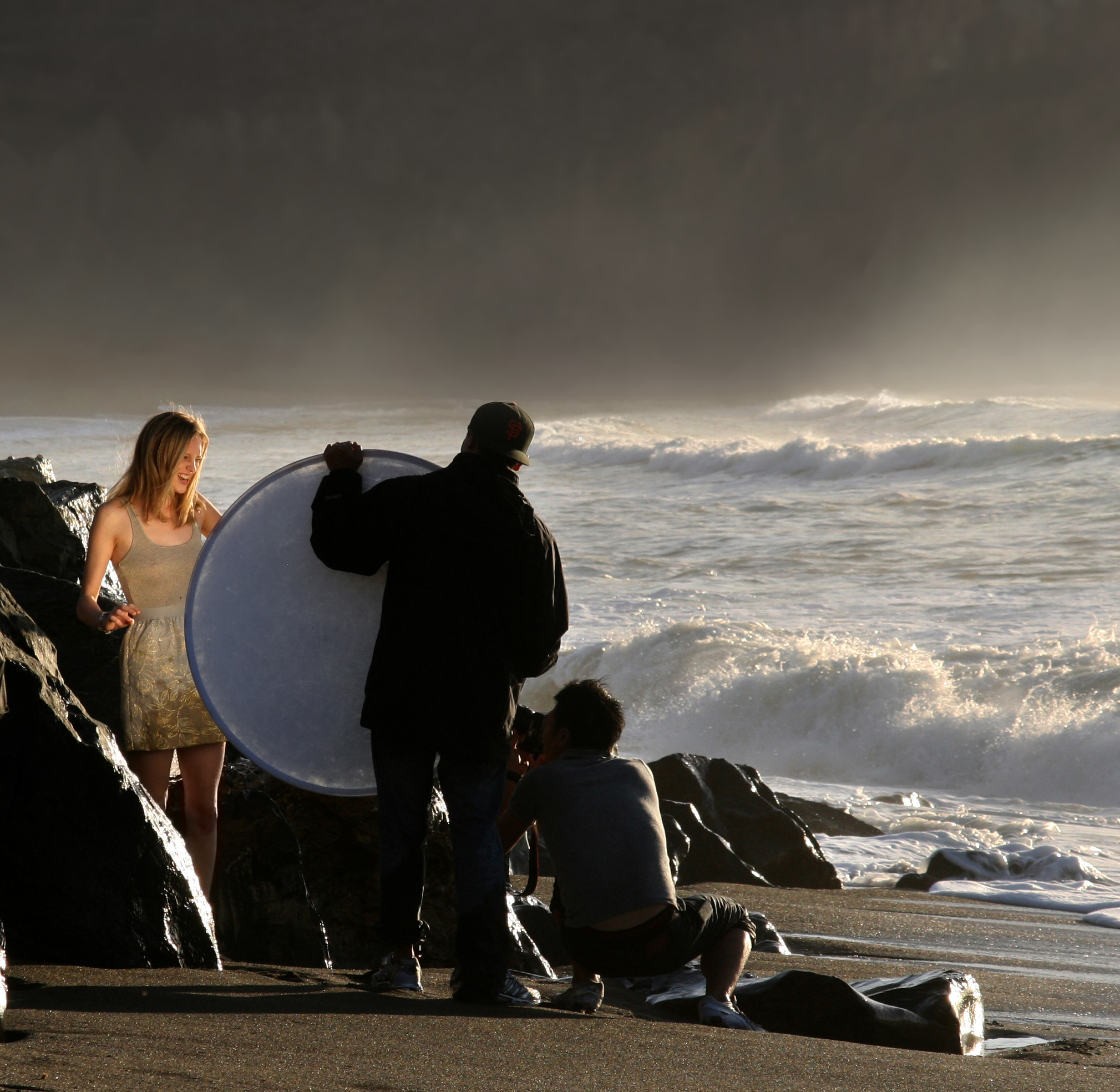
Un réflecteur portable utilisé pour renvoyer la lumière sur un modèle.

Un réflecteur, en photographie ou au cinéma, est une surface réfléchissante plane utilisée pour rediriger la lumière vers un sujet ou une scène. Le but est d'adoucir la lumière pour un rendu moins contrasté. Un réflecteur est souvent utilisé comme source d'éclairage d'appoint.